# BBW
BBW je kratica za Big Beautiful Woman. Uporablja se predvsem na pornografskih straneh interneta.